# شپلیتس
شپلیتس (به آلمانی: Schäplitz) یک منطقهٔ مسکونی در آلمان است که در بیسمارک (آلتمارک) واقع شده‌است. شپلیتس ۱۰۹ نفر جمعیت دارد.